# Hokejski klub Triglav Predanovci
Hokejski klub Triglav Predanovci (kratica HK Triglav Predanovci) je slovenski klub hokeja na travi iz Predanovcev. Klub je bil ustanovljen leta 1991 in od leta 1992 deluje v okviru Športnega kluba Triglav Predanovci (kratica ŠK Triglav Predanovci). HK Triglav Predanovci je najštevilčnejši slovenski klub, ki se ukvarja s hokejem na travi. Svoj edini naslov državnega prvaka, v hokeju na travi v moški konkurenci, so osvojili leta 2001. Večje uspehe klub beleži v pokalnem prvenstvu, katerega je med letoma 1992 in 1999 in osvojil kar šestkrat. Petkrat pa so hokejisti HK Triglav Predanovci osvojili prvenstvo v dvoranskem hokeju in sicer v letih 1994, 1996, 2000, 2012 in 2015.
HK Triglav Predanovci se je kot prvi izmed vseh slovenskih klubov udeležil evropskih klubskih tekmovanj. Leta 1995 so namreč nastopili na evropskem klubskem pokalnem prvenstvu skupine C v Zagrebu. V letih 1996 do 1999 so nato na enakem prvenstvu nastopili še štirikrat. Prvi malo večji uspeh na tekmovanjih pod okriljem evropske zveze za hokej na travi (EHF) je klub dosegel z zmago na evropskem klubskem prvenstvu skupine Challenge IV pred domačimi gledalci v Predanovcih. Zelo uspešen pa je tudi na različnih prijateljskih mednarodnih turnirjih, v vseh starostnih kategorijah, predvsem v dvoranskem hokeju.   
Od samega začetka so v klubu ustanovili tudi žensko ekipo, ki je bila kar nekaj let edina v Sloveniji in zato tekmice iskala v tujini. Leta 1996 je klub z žensko ekipo prvič nastopil na evropskem klubskem prvenstvu v Italiji. Že leto pozneje pa enako prvenstvo organiziral tudi sam in s tem postal prvi klub v Sloveniji, ki je organiziral evropsko klubsko prvenstvo.  
Ko so v HK Moravske Toplice v sezoni 1999/2000 ustanovili žensko ekipo je HK Triglav Predanovci dobil konkurenco tudi v Sloveniji. Med ekipama se je razvilo veliko rivalstvo, statistično gledano pa so uspešnejše igralke HK Triglav Predanovci, ki so skupno osvojile sedem naslovov državnih prvakinj, pet pokalnih lovorik in bile devetkrat dvoranske prvakinje.